# 大方镇 (郁南县)
大方镇，是中华人民共和国广东省云浮市郁南县下辖的一个乡镇级行政单位。

## 行政区划
大方镇下辖以下地区：
大方社区、大方村、大塘村、太平村、三和村、上福村和五丰村。